# William Hepworth Dixon
William Hepworth Dixon, född den 30 juni 1821, död den 27 december 1879, var en brittisk författare.
Dixon var utgivare av Athenæum 1853-69. Bland hans skrifter märks John Howard and the prison world of Europe (1849), William Penn (1851) och The personal history of Lord Bacon (1861).
Flera av hans verk översattes till svenska av Thora Hammarsköld.